# Gallé (Mali)
Pour les articles homonymes, voir Gallé.
Gallé ou Galé est une localité, chef-lieu de la commune rurale malienne de Gadougou 2 et chef-lieu d'arrondissement dans le cercle de Sagabari et la région de Kita.

## Géographie
La localité de Galé est située sur la route locale L127 à 35 km à l'est du chef-lieu de cercle Sagabari.

## Histoire
Le village est fondé depuis 300 ans dans la forêt du Mandé.

## Infrastructures et services
Lors du recensement de 2009, les services et infrastructures ne sont pas relévés.

## Écologie
- Forêt classée de Galé ou héré forêt, forêt du bonheur[5].